# Matriz aumentada
Na álgebra linear, uma matriz aumentada é uma matriz obtida anexando as colunas de duas matrizes fornecidas, geralmente com o objetivo de executar as mesmas operações de linha elementares em cada uma das matrizes fornecidas.
Dadas as matrizes {\displaystyle A} e {\displaystyle B}, onde
{\displaystyle A={\begin{bmatrix}1&3&2\\2&0&1\\5&2&2\end{bmatrix}},\quad B={\begin{bmatrix}4\\3\\1\end{bmatrix}},}
a matriz aumentada {\displaystyle (A|B)} é escrita como
{\displaystyle (A|B)=\left[{\begin{array}{ccc|c}1&3&2&4\\2&0&1&3\\5&2&2&1\end{array}}\right].}
Isso é útil ao resolver sistemas de equações lineares.
Para um determinado número de incógnitas, o número de soluções para um sistema de equações lineares depende apenas do posto da matriz que representa o sistema e do posto da matriz aumentada correspondente. Especificamente, de acordo com o teorema de Rouché-Capelli, qualquer sistema de equações lineares é inconsistente (não possui soluções) se o posto da matriz aumentada for maior que o posto da matriz do coeficiente; se, por outro lado, os postos dessas duas matrizes forem iguais, o sistema deverá ter pelo menos uma solução. A solução é única se e somente se o posto for igual ao número de variáveis. Caso contrário, a solução geral terá {\displaystyle k} parâmetros livres, onde {\displaystyle k} é a diferença entre o número de variáveis e o posto; portanto, nesse caso, há uma infinidade de soluções.
Uma matriz aumentada também pode ser usada para encontrar a inversa de uma matriz combinando-a com a matriz identidade.

## Encontrando a matriz inversa
Seja {\displaystyle C} a matriz quadrada {\displaystyle 2\times 2}
{\displaystyle C={\begin{bmatrix}1&3\\-5&0\end{bmatrix}}.}
Para encontrar o inverso de {\displaystyle C}, criamos {\displaystyle (C|I)} onde {\displaystyle I} é a matriz identidade {\displaystyle 2\times 2}. Em seguida, reduzimos a parte de {\displaystyle (C|I)} correspondente a {\displaystyle C} à matriz identidade usando apenas operações de linha elementares em {\displaystyle (C|I)}.
{\displaystyle (C|I)=\left[{\begin{array}{cc|cc}1&3&1&0\\-5&0&0&1\end{array}}\right]}
{\displaystyle (I|C^{-1})=\left[{\begin{array}{cc|cc}1&0&0&-{\frac {1}{5}}\\0&1&{\frac {1}{3}}&{\frac {1}{15}}\end{array}}\right]},
a parte direita é o inverso da matriz {\displaystyle C} original.
Seja {\displaystyle U} a matriz quadrada {\displaystyle 3\times 3}
{\displaystyle U=\left[{\begin{array}{ccc}1&3&2\\1&3&4\\2&5&6\end{array}}\right].}
Para encontrar o inverso de {\displaystyle U}, criamos {\displaystyle (U|I)} e usamos operações elementares para escalonar a matriz
{\displaystyle (U|I)=\left[{\begin{array}{ccc|ccc}1&3&2&1&0&0\\1&3&4&0&1&0\\2&5&6&0&0&1\end{array}}\right].}
{\displaystyle (I|U^{-1})=\left[{\begin{array}{ccc|ccc}1&0&0&-1&-4&3\\0&1&0&1&1&-1\\0&0&1&-{\frac {1}{2}}&{\frac {1}{2}}&0\end{array}}\right]}
onde  {\displaystyle U^{-1}} está a direita da matriz identidade.

## Existência e número de soluções
Considere o sistema de equações
{\displaystyle {\begin{aligned}x+y+2z&=3\\x+y+z&=1\\2x+2y+2z&=2.\end{aligned}}}
A matriz dos coeficientes é
{\displaystyle A={\begin{bmatrix}1&1&2\\1&1&1\\2&2&2\\\end{bmatrix}},}
e a matriz aumentada é
{\displaystyle (A|B)=\left[{\begin{array}{ccc|c}1&1&2&3\\1&1&1&1\\2&2&2&2\end{array}}\right].}
Como ambas têm o mesmo posto, ou seja, 2, existe pelo menos uma solução; e como seu posto é menor que o número de incógnitas, sendo a última 3, há um número infinito de soluções.
Por outro lado, considere o sistema
{\displaystyle {\begin{aligned}x+y+2z&=3\\x+y+z&=1\\2x+2y+2z&=5.\end{aligned}}}
A matriz dos coeficientes é
{\displaystyle A={\begin{bmatrix}1&1&2\\1&1&1\\2&2&2\\\end{bmatrix}},}
e a matriz aumentada é
{\displaystyle (A|B)=\left[{\begin{array}{ccc|c}1&1&2&3\\1&1&1&1\\2&2&2&5\end{array}}\right].}
Neste exemplo, a matriz dos coeficientes possui posto 2, enquanto a matriz aumentada possui posto 3; então esse sistema de equações não tem solução. De fato, um aumento no número de linhas linearmente independentes tornou o sistema de equações inconsistente.

## Solução de um sistema linear
Como usado na álgebra linear, uma matriz aumentada é usada para representar os coeficientes e o vetor de solução de cada conjunto de equações.
Para o conjunto de equações
{\displaystyle {\begin{aligned}x+2y+3z&=0\\3x+4y+7z&=2\\6x+5y+9z&=11\end{aligned}}}
os coeficientes e termos constantes dão as matrizes
{\displaystyle A={\begin{bmatrix}1&2&3\\3&4&7\\6&5&9\end{bmatrix}},\quad B={\begin{bmatrix}0\\2\\11\end{bmatrix}},}
e, portanto, resulta na matriz aumentada
{\displaystyle (A|B)=\left[{\begin{array}{ccc|c}1&2&3&0\\3&4&7&2\\6&5&9&11\end{array}}\right]}.
Observe que o posto da matriz dos coeficientes, que é 3, é igual ao posto da matriz aumentada; portanto, existe pelo menos uma solução; e como esse posto é igual ao número de incógnitas, existe exatamente uma solução.
Para obter a solução, operações de linha podem ser executadas na matriz aumentada para obter a matriz identidade no lado esquerdo, produzindo
{\displaystyle \left[{\begin{array}{ccc|c}1&0&0&4\\0&1&0&1\\0&0&1&-2\\\end{array}}\right],}
então a solução do sistema é {\displaystyle (x,y,z)=(4,1,-2)}.